# Zakariyya Muhyi al-Din
Zakariyyā Muḥyi al-Dīn (in arabo زكريا محيى الدين‎?) (Governatorato di al-Qalyūbiyya, 5 luglio 1918 – Il Cairo, 15 maggio 2012) è stato un generale e politico egiziano, Primo ministro e capo del primo servizio di Intelligence dell'Egitto repubblicano (l'Apparato d'Informazioni Generali, altrimenti noto come Mukhābarāt).

## Esordi della carriera
Muḥyi al-Dīn entrò nell'Accademia Militare Egiziana del Cairo nel 1938 e si graduò nel 1948. Fu docente di "Tattica militare" nella Scuola di Guerra egiziana (Officers Military College) dal 1940 al 1943 e ancora una volta nel 1950-1951 e nel 1951-1952.
Nel 1967 fu nominato suo successore dal presidente Gamāl ʿAbd al-Nāsir dopo le dimissioni del Raʾīs a causa della disfatta nella Guerra dei sei giorni ma Muḥyi al-Dīn rifiutò tale veste.
Nel 1968, Muḥyi al-Dīn si dimise a sua volta dalla ogni funzione pubblica e abbandonò la vita politica.
Nel 2005, dopo la morte di Husayn al-Shafi'i, con Khālid Muḥyi al-Dīn è rimasto uno dei due membri sopravvissuti del Consiglio del Comando della Rivoluzione ( Majlis qiyāda al-thawra ).

## Carriera militare
Muḥyi al-Dīn ha ricoperto vari incarichi nelle forze armate egiziane. Ha servito con l'esercito in Sudan e, nel 1948, era Capo di Stato Maggiore della I Brigata che fu più tardi assediata a Faluga. Una delle sue imprese fu appunto quella di tornare nel 1948 tra i ranghi della sua Brigata assediata, di passare le linee nemiche da Rafah a Faluga: impresa per la quale si guadagnò alla fine della guerra una decorazione, la Medaglia d'oro Mehmet Ali, per il coraggio mostrato, il valore e l'eccellenza nel compiere il proprio dovere sul campo di battaglia palestinese. Nel 1952 fu lui ad elaborare la strategia per il movimento degli Ufficiali Liberi, garantendo il successo delle operazioni.

## Carriera politica

### Incarichi politici

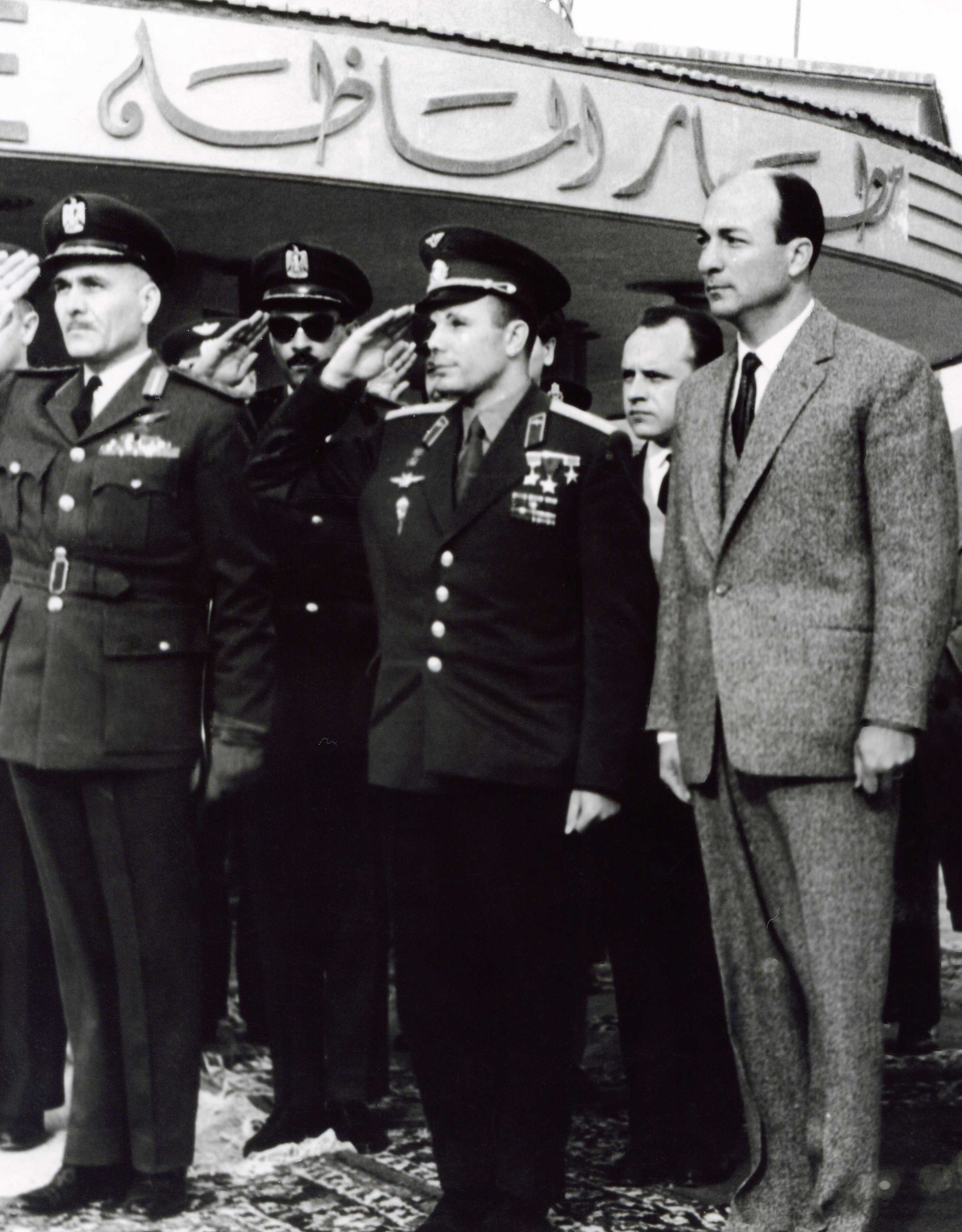
Zakariyyā Muḥyi al-Dīn e Yuri Gagarin, il primo uomo lanciato in orbita terrestre, nella Base aerea egiziana di al-Māẓa (2 febbraio 1962)

- 1952-1956 - Membro del Consiglio del Comando della Rivoluzione egiziano.
- 1952-1955 - Responsabile della prima organizzazione d'Intelligence.
- 1953-1958 - Ministro dell'Interno.
- 1958-1961 - Ministro centrale dell'Interno della Repubblica Araba Unita (scaturita dalla fusione tra Egitto e Siria).
- 1961-1962 - Ministro dell'Interno.
- 1961-1968 - Vice Presidente dell'Egitto.
- 1965-1966 - Primo ministro e ministro dell'Interno.

### Comitati e Direzioni Generali
- Capo del Comitato Superiore per l'Alta Diga
- Capo della Federazione Egiziana dei Canottieri (1960–68)
- Capo del Comitato di Amicizia Egitto-Grecia (1958–68)
- Membro della Direzione Generale del Circolo Ufficiali (1951–52)
- Membro del Comitato Supremo dell'Unione Socialista Araba (il principale e unico partito politico egiziano in età nasseriana).
- Membro del Comitato Nazionale di Difesa.